# Ликонаско (Павија)
Ликонаско је насеље у Италији у округу Павија, региону Ломбардија.
Према процени из 2011. у насељу је живело 33 становника. Насеље се налази на надморској висини од 87 м.